# الأناضول البيزنطية
تشير الأناضول البيزنطية إلى شبه جزيرة الأناضول (تركيا الحديثة) في عهد الحكم البيزنطي. أثبتت الأناضول أنها ذات أهمية حيوية للإمبراطورية بعد الفتح العربي لبلاد الشام ومصر في عهد الإمبراطور هرقل في عامي 1634 و1645. عانت المنطقة على مدى المئتين وخمسين عامًا التالية من غارات مستمرة من قبل القوات العربية التي غارت بشكل رئيسي من مدن أنطاكية وطرسوس وحلب بالقرب من حدود الأناضول. حافظت الإمبراطورية البيزنطية على سيطرتها على شبه الجزيرة حتى ثمانينات القرن الحادي عشر (1080)، عندما انهارت السلطة الإمبراطورية في المنطقة. كانت الإمبراطورية البيزنطية ستعيد السيطرة على أجزاء من الأناضول خلال الحملة الصليبية الأولى؛ وأصبحت الأناضول قلب الدول التي خلفت إمبراطورية نيقية وإمبراطورية طرابزون بعد نهب القسطنطينية خلال الحملة الصليبية الرابعة. خرجت المنطقة تدريجيًا من السيطرة البيزنطية بعد استعادة القسطنطينية في عام 1261؛ وأصبحت في أيدي الأتراك العثمانيين عندما انهارت الإمبراطورية تدريجيًا. سقط آخر حصن بيزنطي لفيلادلفيا في عام 1399، وانتهى آخر وجود بيزنطي في المنطقة في طرابزون في عام 1461 بفتح طرابزون.

## معركة ملاذكرد والحروب الصليبية

### ملاذكرد
توفي الإمبراطور قسطنطين العاشر دوكاس في عام 1068 ولديه طفلان فقط لم ينضجا لخلافته. تزوجت زوجته، الإمبراطورة إيدوكيا مكرمبولتسيا، من نبيل مكروه، رومانوس الرابع ديوجينيس، ليصبح الإمبراطور الجديد. أدرك ديوجينيس الوضع المنهار في الأناضول وسرعان ما جمع جيشًا لتغييره والضغط على الأتراك السلاجقة. شن رومانوس حملة ضدهم على مدى السنوات الثلاث التالية، واستعاد بعض القلاع وضغط عليهم، وكان يأمل في توجيه ضربة قاتلة في عام 1071. جمع ديوجينيس جيشًا من 40 ألف رجل، واستعاد مدينة ملاذكرد من السلاجقة بقصد هزيمة السلطان ألب أرسلان. كان أرسلان أقرب إلى المدينة مما توقعه ديوجينيس، وشن هجومًا مفاجئًا. هُزم ديوجينيس بسبب كل من هذا وتعيينه للمشكك في إخلاصه، أندرونيكوس دوكاس، الذي هجره في ساحة المعركة، وأصبح أول إمبراطور يواجه الأسر منذ الإمبراطور فاليريان. كان ألب أرسلان لطيفًا مع ديوجينيس، وأطلق سراحه بعد ثمانية أيام، ولكن منافسيه في القسطنطينية تحركوا ضده. سرعان ما خُلِع ديوجينيس، وأصيب بالعمى بعد حرب أهلية قصيرة ومات. نُظِر إلى بديله، ميخائيل السابع، على أنه إمبراطور ضعيف وغير مناسب للوظيفة.

### أزمة النورمان والأتراك
كان ضعف القيادة في القمة سيؤدي إلى حرب أهلية ورد فعل سيئ لموجات الأتراك الوافدين الذين دخلوا الأناضول حينها. لم يكن الجدول الزمني الدقيق واضحًا، ويرجع ذلك جزئيًا إلى نقص المصادر خلال هذا الوقت. لم يكن على البيزنطيين التعامل مع غزو منظم من قبل السلاجقة لعام 1072، ولكن محاولة لتحقيق الاستقرار كانت ستنتهي في الأناضول بكارثة في عام 1073. قاد أحد القادة النورمان، روسيل دي بيلول، مجموعة من زملائه المرتزقة بعيدًا شرقًا إلى ملطية من الحملة الرئيسية. أدى غياب روسيل جزئيًا إلى هزيمة الحملة في قيسارية. واصل روسيل محاولته في إنشاء دولته الخاصة في وسط الأناضول. أرسلت الإمبراطورية جيشًا ضده بقيادة يوانيس دوكاس وأندرونيكوس دوكاس في عام 1074. وُجِّهت الحملة بواسطة روسيل عند نهر صقاريا. حطمت هذه الهزيمة قدرة البيزنطيين على استعادة آسيا الصغرى، فكان بذلك آخر جيش يتحرك إلى الداخل في الأناضول قبل الحملة الصليبية الأولى.
كان روسيل يتجه نحو القسطنطينية نفسها ويحاول تنصيب إمبراطور دمية خاص به، يوانيس دوكاس، الذي أُسِر في صقاريا. أما بالنسبة إلى المرتزق التركي أرتق بن أكسب الذي توجه لهزيمة روسيل، فتمكن البيزنطيون من طرد جيشه بعيدًا عن العاصمة والقبض عليه. تمكنت زوجة روسيل من الوصول إلى أرتق قبل الإمبراطورية وتمكنت من دفع فدية روسيل. تراجع روسيل حينها عن موضوع أرمينياكون واستأنف طموحاته. أرسل البلاط الإمبراطوري في عام 1075 جنرالًا جديدًا، ألكسيوس الأول كومنينوس، لإلقاء القبض عليه، فنجح في تلك المهمة، وقبض عليه وعاد إلى العاصمة في عام 1076. أدت الحروب مع روسيل فقط إلى كشف ضعف الوجود الروماني داخل الأناضول، إذ فر العديد من الرومان غربًا بعيدًا عن الأتراك على مدار ذلك العقد. طغى التهديد المشترك للسلاجقة والنورمان ببساطة على القدرات الرومانية للدفاع عن الأناضول من المزيد من التوغل؛ وشهدت ثمانينات القرن الحادي عشر تدميرًا شبه كامل للأناضول البيزنطية.

### الترميم الكومنيني والحملة الصليبية الأولى
قاد ألكسيوس كومنينوس بنجاح انقلابًا ضد الحكومة وأصبح إمبراطورًا في عام 1081. كان ألكسيوس جنرالًا وقائدًا مقتدرًا، ولكن انتباهه انجذب غربًا، قبل أن يتمكن من التعامل مع الوضع في الأناضول، بسبب غزو نورماندي آخر وتوغلات البجناك في البلقان. تعهّد ألكسيوس بعدة مدن إلى مرتزقة أتراك مثل نيقية، ولكن هذه الاستراتيجية جاءت بنتائج عكسية عليه عندما خانه الأتراك واحتفظوا بالمدن لأنفسهم. قُلِّصت الإمبراطورية بحلول عام 1095 لتقتصر سيطرتها بالكاد على الساحل مع بحر البوسفور. توجّه ألكسيوس حينها غربًا، وعمل مع البابا أوربان الثاني في تشكيل نوع جديد من الحروب، وهو الحملة الصليبية. استجابت الجيوش الغربية من فرنسا ونورماندي وإيطاليا لنداء أوربان على مدى العامين التاليين، ووصلت واحدة تلو الأخرى إلى القسطنطينية. قاد هؤلاء عدة قادة مثل ريمون الرابع من تولوز، ولكن القائد الأهم كان بوهيموند من تارانتو، المنافس القديم لألكسيوس.
شن الصليبيون هجومًا على نيقية في عام 1097. كان ألكسيوس قادرًا على التفاوض على استسلام الحامية التركية للمدينة وعودة المدينة إلى أيدي البيزنطيين قبل نهبها. سار الصليبيون شرقًا عبر الأناضول، وعارضهم الأتراك في ضورليم. تمكن الصليبيون من هزيمة الجيوش التركية وفتح الطريق عبر الأناضول. ساعدهم جنرال بيزنطي يُدعى تاتيكيوس الذي ضمن تسليم العديد من البلدات إلى أيدي البيزنطيين. شق الصليبيون طريقهم إلى أنطاكية وحاصروها في عام 1098، واحتلوا المدينة في عام 1099، وغادروا الأناضول واتجهوا جنوبًا نحو القدس. غاب بوهيموند عن صفوفهم، إذ بقي في أنطاكية وأصبح منافسًا مرة أخرى للبيزنطيين.
تمثلت نتيجة الحملة الصليبية الأولى بإعادة بناء ناجحة للسيطرة على الأجزاء الغربية من الأناضول للإمبراطورية البيزنطية. بقيت سلطنة سلاجقة الروم على الهضبة، وأثبتت الدول الصليبية أنها تشكل تهديدًا جديدًا للسلطة البيزنطية في المنطقة. هزم ألكسيوس بوهيموند أخيرًا في عام 1108، وعاد بوهيموند إلى إيطاليا، ولكنه فشل في إعادة أنطاكية إلى أيدي البيزنطيين. أُعطيت بيزنطة بذلك موطئ قدم لمحاولة إعادة السيطرة على شبه الجزيرة بأكملها.

### يوحنا الثاني كومنينوس
خلف ألكسيوس ابنه يوحنا في عام 1118. واصل يوحنا إستراتيجية والده في استعادة السيطرة على الأناضول ببطء. اعتمدت استراتيجيته في مواجهة كل من الدولتين السلجوقية والصليبية على الصبر، إذ تخلص ببطء من أعدائه. نقل يوحنا حدوده الشرقية إلى وسط الأناضول بحلول عام 1140، وتمكن من السيطرة الكاملة تقريبًا على السواحل. تمكن حتى من شن حملات نحو سوريا مرددًا اسمه يوحنا آي. زيمسكي.

### مانويل ومعركة ميريوكيفالون
خلف يوحنا ابنه مانويل كومنينوس في عام 1143. اتبع مانويل في البداية إستراتيجية مماثلة لوالده وجدّه، ولكن الوضع السياسي الذي ورثه عنهما، بالإضافة إلى طموحاته الخاصة لاستعادة السلطة الرومانية، تطلبت تركيز انتباهه في المقام الأول خارج الأناضول في إيطاليا ومصر والبلقان. لم يتخلى عن الأناضول تمامًا، إذ حصّن الحدود وشن غارات محدودة على سلطنة السلاجقة الروم. أقام مانويل وقلنج أرسلان الثاني هدنة بحلول عام 1162 سمحت لمانويل بتركيز انتباهه في مكان آخر. أثبتت المعاهدة أنها سيف ذو حدين، إذ تمكن أرسلان من ترسيخ موقفه وهزيمة منافسيه. أصبح أرسلان تدريجيًا أكثر عدوانية ورفض احترام الالتزامات التعاهدية. انزعج مانويل، وسرعان ما حشد جيشًا وسار ضد السلطان على أمل الاستيلاء على عاصمته في قونية. ارتكب مانويل أخطاء تكتيكية خطيرة، مثل الفشل في استكشاف الطريق أمامه بشكل صحيح، واتخاذ طرق يمكن التنبؤ بها عبر الأناضول. تعرض مانويل لكمين في ميريوكيفالون من قبل قلنج أرسلان، وسرعان ما تعرض جيشه لهزيمة مذلة تضمنت بعض المشاهد القديمة في ملاذكرد قبل قرن من الزمان. كان مانويل قادرًا على حشد جيشه وتجنب مصير رومانوس ديوجينيس، وسارع قلنج أرسلان إلى السعي للتوصل إلى معاهدة سلام. تمكن مانويل من الحفاظ على مكاسب عائلته على مر السنين في الأناضول، ولكن حملته الهجومية انتهت، ولم يضف أي مناطق أخرى إلى الأناضول البيزنطية.

### إنجيلوي وتفكك القوة البيزنطية
انتهت سلالة كومنيني في عام 1186 بسقوط أندرونيكوس الأول كومنينوس. استُبدِل بإسحاق الثاني أنجيلوس. كان المصدر الرئيسي لاهتمام إسحاق هو التمرد البلغاري في البلقان. كان الحدث الأبرز في الأناضول هو الحملة الصليبية الثالثة، التي شهدت سفر فريدرش بربروسا عبر الأناضول، والتخلص من قونية على طول الطريق وهزيمة السلاجقة. كان إسحاق إمبراطورًا غير مؤهل لسوء حظ الإمبراطورية، إذ فشل في هزيمة الأعداء وأبعد أولئك الذين كان من الممكن أن يكونوا أصدقاء له. سلب ألكسيوس الثالث السلطة من أنجيلوس في عام 1195. أثبت ألكسيوس أنه غير مؤهل بالمثل ولم يكن قادرًا على وقف التقدم المتزايد نحو الأناضول من قبل سلطنة السلاجقة الروم الصاعدة. ظهرت دولة بيزنطية جديدة في الأناضول بُنيت على أساس طرابزون في عام 1204. لم يصلهم أي رد إمبراطوري بسبب الحملة الصليبية الرابعة.